# Mezőtúr
Mezőtúr es una ciudad húngara, capital del distrito homónimo en el condado de Jász-Nagykun-Szolnok, con una población en 2012 de 17 337 habitantes.
Se conoce su existencia desde la Edad Media, originalmente con el nombre de Túr. Entre los siglos XVI y XX, la ciudad fue un importante centro de alfarería, que actualmente se conserva principalmente como símbolo cultural.
Se ubica sobre la carretera 46, a medio camino entre Szolnok y Békéscsaba.